# 천왕성의 위성

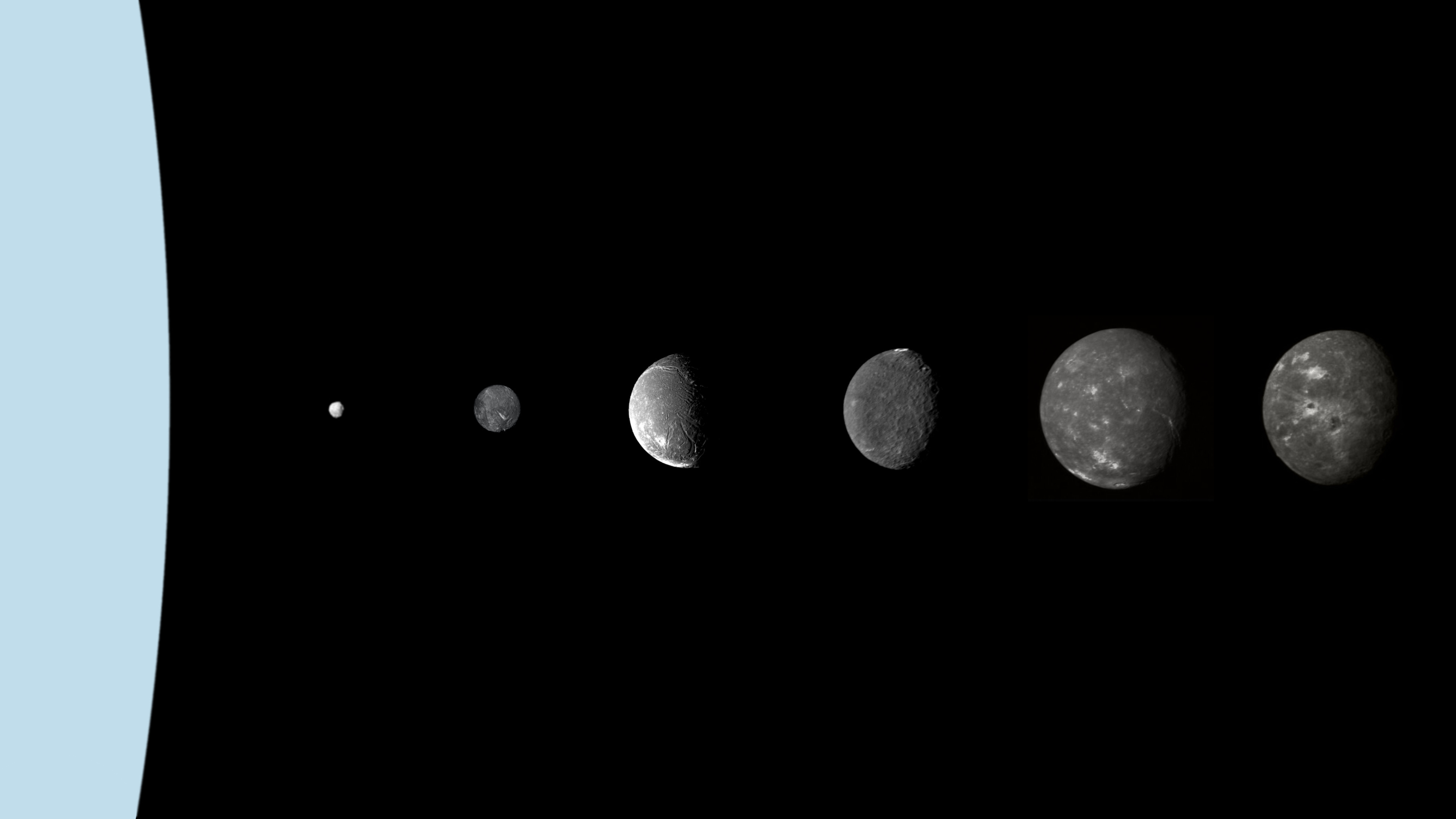
천왕성과 큰 위성 상위 6개이다. 왼쪽 부터 퍽, 미란다, 아리엘, 움브리엘, 티타니아, 오베론.

태양계의 일곱 번째 행성 천왕성은 28개의 위성을 거느리고 있다. 이들 대부분은 윌리엄 셰익스피어와 알렉산더 포프의 작품에서 등장하는 인물이나 정령들의 이름이 붙어 있다. 천왕성의 위성들은 내위성 13개, 주요 위성 5개, 불규칙 위성 10개의 세 무리로 나눌 수 있다. 내위성들은 크기가 작고 어두운 색조를 보이는 천체들로 천왕성의 고리들과 속성 및 기원을 공유한다. 주요 위성 다섯 개는 타원체로 이들이 과거 어느 순간 정역학 평형 상태를 이룬 적이 있음을 뜻하며(그리고 아직도 평형 상태일 수 있다.) 이들 중 넷은 표면에서 계곡이 만들어지거나 화산 활동이 일어나는 등 내부적으로 활동하는 징후들을 보여준다. 다섯 중 가장 큰 티타니아는 지름이 1,578 km로 태양계에서 여덟 번째로 크고 질량은 달의 약 20분의 1이다. 규칙 위성들의 궤도는 거의 천왕성 적도면과 평행하다.(천왕성 적도면은 공전궤도에 대해 97.77° 기울어져 있다.) 천왕성의 불규칙 위성들은 이심률이 크고 경사각 역시 큰 궤도를 돌고 있으며(대다수가 역행 공전을 함) 행성으로부터의 거리 또한 멀다.
1787년 윌리엄 허셜이 티타니아와 오베론 두 위성을 처음으로 발견했다. 나머지 타원체 위성 셋은 1851년 윌리엄 라셀(아리엘, 움브리엘)과 1948년 제러드 카이퍼(미란다)가 발견했다. 이 다섯은 행성급 질량을 지니고 있으며 만약 이들이 직접 태양을 돌고 있었다면 행성 혹은 왜행성으로 분류되었을 것이다. 1985년 이후 천문학자들은 나머지 위성들을 보이저 2호 플라이바이 미션과 성능이 향상된 지상 망원경들을 통해 발견했다.

## 발견
윌리엄 허셜은 천왕성을 발견하고 6년이 지난 1787년 1월 11일 천왕성의 위성 티타니아와 오베론을 최초로 발견했다. 이후 허셜은 그가 천왕성의 위성을 전부 여섯 개 찾아냈으며 고리까지도 발견했다고 생각했다. 이후 거의 50년 동안 천왕성의 위성은 추가되지 않았다. 1840년대에 밤하늘 천왕성이 보다 관측하기 좋은 위치에 자리잡았으며 망원경 성능도 향상이 된 것에 힘입어 티타니아와 오베론 외에 위성들이 더 존재할 것임을 예측케 하는 단서들이 잡히게 된다. 결국 1851년 윌리엄 라셀은 아리엘과 움브리엘 두 위성을 추가로 발견했다. 천왕성의 위성에 붙이는 로마 숫자 체계는 제법 오랫동안 유동적인 상태에 있었다. 간행물들에서는 허셜의 명칭(티타니아와 오베론은 각각 천왕성 II, IV)과 윌리엄 라셀의 명칭(각각 천왕성 I, II) 사이를 왔다갔다했다. 아리엘과 움브리엘의 존재가 확정되면서 라셀은 천왕성에서 가까운 위성부터 바깥쪽으로 I ~ IV 기호를 붙였고 이것이 최종적으로 확정되었다. 1895년 윌리엄 허셜의 아들 존 허셜은 당시 발견된 천왕성의 위성 넷에 고유 명칭을 붙였다.
이후 거의 한 세기 가깝게 천왕성의 위성은 추가로 발견되지 않았다. 1948년 제러드 카이퍼는 맥도날드 천문대에서 그때까지 발견된 천왕성의 위성들 중 제일 작으면서, 구체 형태를 유지하는 것들 중에서는 가장 마지막 위성인 미란다를 발견했다. 약 40년 후 1986년 1월, 보이저 2호는 플라이바이 수행 중 내위성 10개를 더 발견했다. 1999년 오래된 보이저 사진들을 연구하던 중 새로운 위성 페르디타를 발견했다.
천왕성은 불규칙 위성이 발견되지 않은 마지막 가스 행성이었다. 그러나 1997년 이후 지상 망원경들을 이용하여 행성으로부터 멀리 떨어진 불규칙 위성 아홉 개를 더 발견했다. 2003년 허블 우주망원경으로 작은 내위성 큐피드와 마브를 추가로 발견했다. 2016년 현재 가장 최근에 발견된 위성은 마가렛으로 그 특징들은 2003년 10월 논문으로 출판되었다.

2019년 10월까지 발견된 태양계 가스 행성 네 개의 위성들 수. 현재 천왕성의 위성 수는 27개이다.

### 가짜 위성들
허셜은 1787년 티타니아와 오베론을 발견한 이후, 위성 두 개를 각각 1790년 1월 18일과 2월 9일에, 다른 두 개를 각각 1794년 2월 28일과 3월 26일에 발견하여 총 4개 위성을 더 찾아냈다고 믿고 있었다. 이후 수십 년 동안 허셜의 위성 네 개를 검증한 천문학자는 아무도 없었으나, 천왕성의 위성이 전부 여섯 개라는 것은 진실처럼 받아들여졌다. 1851년 라셀은 아리엘과 움브리엘을 발견했으나 허셜이 발견했다는 위성 넷을 찾아내는 데에는 실패했다. 과거 허셜이 티타니아와 오베론 외에 네 위성을 목격했다면 아리엘과 움브리엘도 필히 함께 찾아냈었을 것이다. 그러나 티타니아와 오베론의 궤도 특성은 허셜이 주장한 위성 넷과 일치하지 않았다. 허셜이 생각한 가상 위성 넷의 공전 주기는 각각 5.89일(티타니아 안쪽), 10.96일(티타니아와 오베론 사이), 38.08일, 107.69일(둘 다 오베론 바깥쪽)이었다. 결국 허셜의 가상 위성들은 실제로 존재하지 않는 것으로 밝혀졌다. 당시 허셜은 천왕성 주변에 보이는 희미한 별들을 위성으로 착각했던 것 같으며 아리엘과 움브리엘의 발견자 자격은 라셀에게 돌아갔다.

## 이름
1787년 천왕성의 위성 두 개가 처음 발견되었지만, 이들에 이름이 붙은 때는 위성 두 개가 추가로 발견된 해의 바로 다음 년도인 1852년이었다. 윌리엄 허셜의 아들 존 허셜이 위성 작명을 맡았으며 그는 그리스 신화 인물들의 이름 대신 영문학 작품에 나오는 정령들의 이름을 위성들에 붙였다. 예를 들면 오베론과 티타니아는 윌리엄 셰익스피어의 《한여름 밤의 꿈》에서, 실프 아리엘과 노움 움브리엘은 알렉산더 포프의 《머리타래의 겁탈》(아리엘은 셰익스피어의 《템페스트》에 나오는 요정의 이름이기도 하다.)에서 따온 이름들이다. 공기의 정령들이 하늘과 공기의 신 우라노스를 곁에서 모시고 있으리라는 게 존 허셜이 이런 명칭들을 선정한 논리 같다.
이후 명칭들은 퍽과 매브를 제외하고 '공기의 요정'이 아니라 다른 등장인물들의 이름을 따 오게 된다. 1949년 제러드 카이퍼는 다섯 번째 위성을 발견한 뒤 셰익스피어의 《템페스트》에 등장하는 필멸자(必滅者) 미란다를 위성의 이름으로 선정했다. 현재 국제천문연맹은 관례상 천왕성의 위성 이름은 셰익스피어의 희곡들 및 알렉산더 포프의 《머리타래의 겁탈》에 등장하는 인물들의 명칭을 붙이고 있다. 다만 현재 아리엘, 움브리엘, 벨린다 셋만이 포프의 작품에서 유래한 명칭이며 나머지는 전부 셰익스피어의 작품에서 가져온 이름들이다. 초창기에는 제일 바깥쪽 궤도를 도는 위성들에 《템페스트》의 등장인물 이름만을 붙였으나, 《헛소동》에서 마가렛 명칭을 가져온 이후 템페스트에서만 이름을 찾던 경향은 끝났다.

천왕성 위성들의 상대적 질량. 타원체 형태의 위성 다섯 개가 위성계 전체에서 차지하는 비중은 미란다의 0.7%에서 티타니아의 40%까지 편차가 크다. 이 다섯을 뺀 나머지 위성들의 총질량은 전체의 0.1%에 불과하며 위 그림에서는 눈으로 식별하기 힘들다.

- 《머리타래의 겁탈》 (알렉산더 포프의 시)
  - 아리엘, 움브리엘, 벨린다
- 윌리엄 셰익스피어의 희곡
  - 《한여름 밤의 꿈》: 티타니아, 오베론, 퍽
  - 《템페스트》: (아리엘), 미란다, 칼리반, 시코락스, 프로스페로, 세테보스, 스테파노, 트린쿨로, 프란시스코, 페르디난드
  - 《리어왕》: 코델리아
  - 《햄릿》: 오펠리아
  - 《말괄량이 길들이기》: 비앙카
  - 《트로일러스와 크리세이드》: 크레시다
  - 《오셀로》: 데스데모나
  - 《로미오와 줄리엣》: 줄리엣, 마브
  - 《베니스의 상인》: 포르티아
  - 《좋을 대로 하시든지》: 로살린드
  - 《헛소동》: 마가렛
  - 《겨울 이야기》: 페르디타
  - 《아테네의 타이먼》: 큐피드

171 오펠리아, 218 비안카 593 티타니아, 666 데스데모나, 763 큐피도, 2758 코델리아 등 일부 소행성들은 천왕성의 위성들과 이름을 공유하고 있다.

## 특징 및 집단

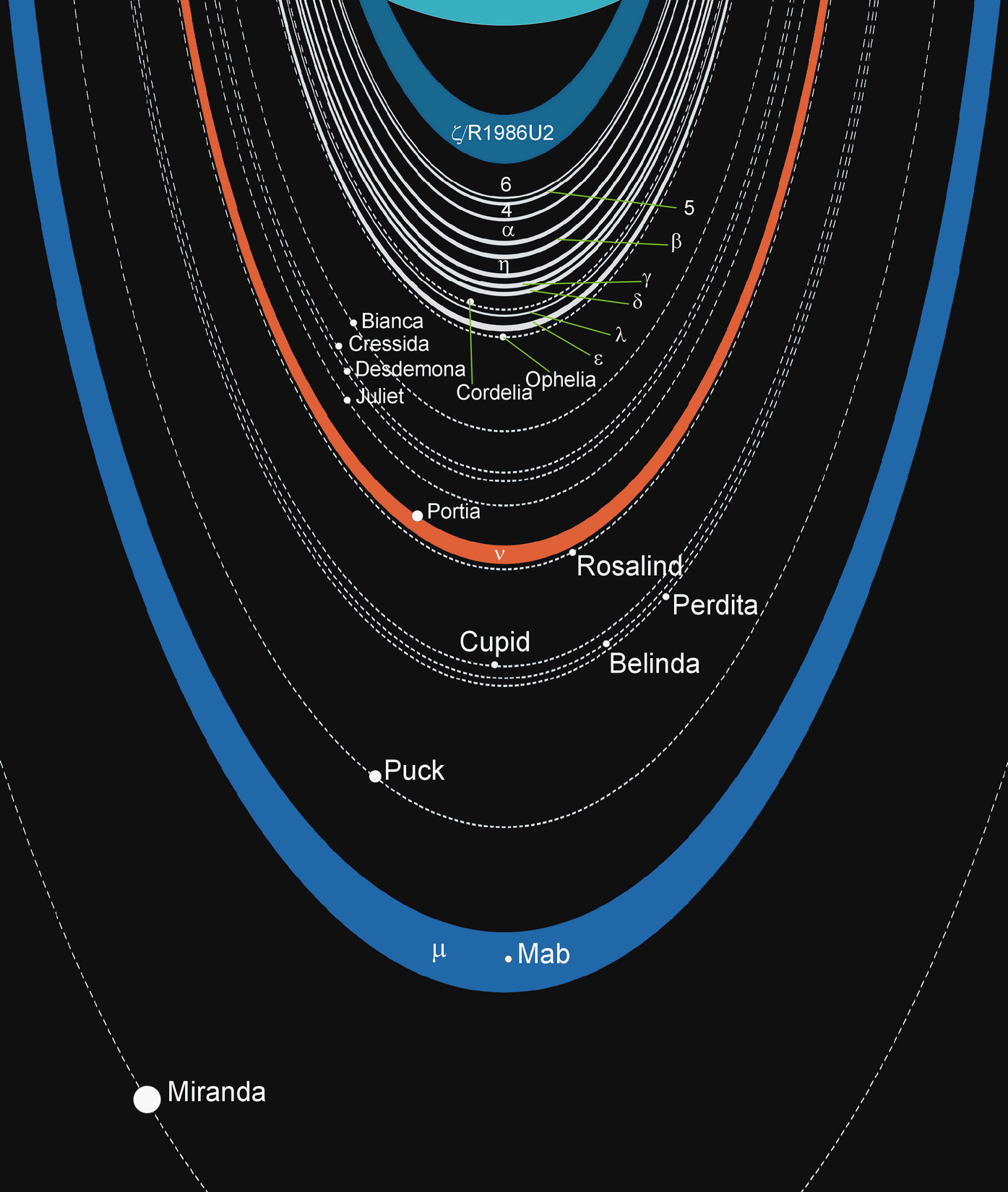
천왕성의 위성-고리 계(系).

천왕성의 위성계는 가스행성들의 위성계 중 가장 질량이 작아서 질량 상위 5위권의 위성들을 모두 합쳐도 그 질량이 트리톤(태양계 위성 중 일곱 번째로 질량이 큼)의 절반에 미치지 못한다. 제일 큰 위성 티타니아의 반지름은 788.9 km로 달의 절반이 되지 않으나, 토성에서 두 번째로 큰 레아보다 근소하게 커서 태양계 전체에서 여덟 번째로 반지름이 크다. 천왕성의 질량은 위성들 전체 질량의 대략 1만 배이다.

### 내위성들
2016년 기준으로 천왕성은 내위성 13개를 거느리고 있다. 이들의 궤도는 미란다보다 안쪽이다. 모든 내위성들은 천왕성의 고리들과 밀접하게 연결되어 있는데, 고리들은 하나 혹은 여러 소형 내위성(들)이 산산조각나서 생긴 것으로 보인다. 제일 안쪽의 위성 둘(코델리아, 오필리아)은 ε 고리의 양치기 위성이며 작은 위성 마브는 천왕성의 제일 바깥 μ 고리의 물질 공급원이다. 천왕성의 α, β 고리로부터 100 km 바깥쪽에 아직 발견되지 않은 반지름 2~7 km 크기의 작은 위성이 존재할 것으로 추측하고 있다.
퍽은 지름 162 km로 내위성들 중 제일 크며, 내위성들 중 보이저 2호가 유일하게 상세한 사진을 촬영한 천체이기도 하다. 퍽과 매브는 내위성들 중 최외곽을 돌고 있다. 내위성들 모두 어두운 색을 띠며 기하학적 반사율은 10%가 되지 않는다. 이들을 이루는 물의 얼음은 검은 물질로 더럽혀져 있는데, 이 검은 물질은 방사선의 영향을 받은 유기물로 추정된다.
작은 내위성들은 꾸준히 서로를 교란하고 있다. 내위성계는 혼란스러우며 확연하게 불안정하다. 시뮬레이션 결과 내위성들이 서로를 흔들어 궤도가 엇갈리다가 결국 서로 충돌하게 되는 것으로 나왔다. 데스데모나는 1억 년 이내로 크레시다나 줄리엣과 충돌할 가능성이 있다.

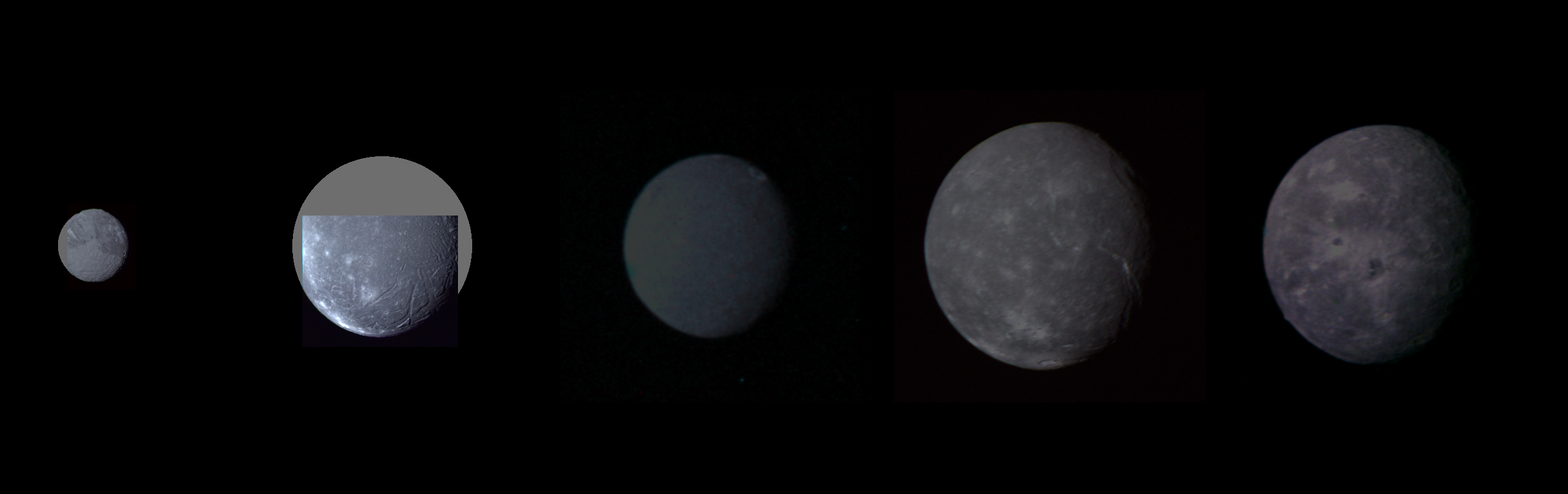
천왕성 위성들 중 지름이 큰 상위 다섯 천체. 상대적 크기와 밝기를 비교해 놓았다. 왼쪽부터 오른쪽으로(천왕성으로부터 가까운 순서) 미란다, 아리엘, 움브리엘, 티타니아, 오베론.

### 대형 위성들
천왕성은 주요 위성으로 미란다, 아리엘, 움브리엘, 티타니아, 오베론 다섯을 거느리고 있다. 이들의 지름은 미란다의 472 km부터 티타니아의 1578 km까지 편차가 크다. 이들 모두 상대적으로 어두운 색을 띠는데 기하학적 반사율은 30 ~ 50%, 본드 반사율은 10 ~ 23% 사이에서 형성된다. 움브리엘이 가장 어둡고 아리엘이 가장 밝게 보인다. 위성들의 질량은 6.7 × 1019 kg(미란다)부터 3.5 × 1021 kg (티타니아)에 이른다. 참고로 달의 질량은 7.5 × 1022 kg이다. 천왕성의 대형 위성들은 강착원반에서 태어난 것으로 생각되는데 이 원반은 천왕성이 생성된 후 얼마 동안 행성 주변에 존재했던 것이거나, 천왕성이 생애 초기에 겪은 대형 충돌사건으로부터 생겨난 것으로 보인다.

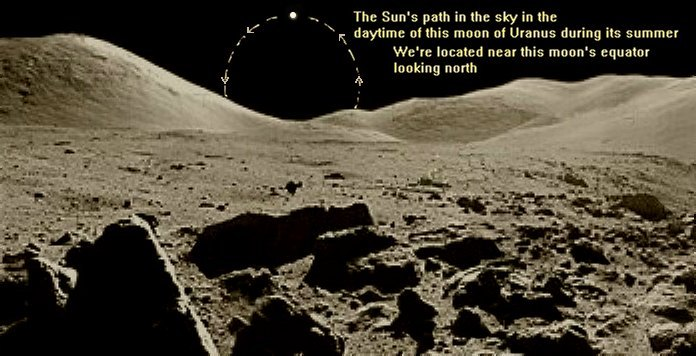
천왕성의 주요 위성(천왕성과 자전축 기울기가 같음)에서 바라본 여름 하늘. 원형 궤도는 태양이 그리는 경로이다.

주요 위성들은 모두 암석과 얼음이 거의 비슷한 비율로 섞여 이루어져 있다. 다만 미란다는 예외적으로 얼음이 구성물질 대부분을 차지한다. 이 얼음에는 암모니아와 일산화탄소가 섞여 있을 것이다. 이들의 표면은 충돌구로 가득 덮여 있지만 움브리엘을 제외하면 모두가 리니어먼트(미란다의 경우 코로나로 불리는 계란 모양 지형) 구조를 지니고 있어 내부 활동을 통해 표면 지형을 바꾸고 있는 것으로 보인다. 솟아오르는 다이어피어와 관련있는 확장과정이 미란다의 코로나 지형을 만든 원인일 것 같다. 아리엘 표면은 충돌구가 가장 적어서 제일 젊고, 반대로 움브리엘의 표면은 다섯 위성 중 가장 오래된 것 같다. 미란다와 움브리엘의 과거 3:1 궤도공명과 아리엘과 티타니아의 과거 4:1 공명이 열을 발생시켜, 미란다와 아리엘이 내부적으로 활동하는 원인이 된 것으로 보인다. 과거에 공명이 있었다는 증거들 중 하나는, 미란다가 천왕성에 가까이 있는 천체 치고 궤도 경사각이 비정상적으로 크다(4.34°)는 것이다. 천왕성의 주요 위성들은 구성 물질들이 내부에서 분화되어, 중심부에 있는 암석 핵을 얼음 맨틀이 둘러싸고 있을 것이다. 티타니아와 오베론은 중심핵과 맨틀의 경계에 액체 상태의 물을 지닐 수도 있다. 주요 위성들에는 대기가 없어서 티타니아의 경우 대기압이 10 ~ 20 나노바 미만이다.
천왕성과 그 주요 위성들의 하지 때 하늘에서 태양이 이동하는 경로는 여타 태양계 내 천체들에서 볼 수 있는 것과 크게 다르다. 주위성들의 자전축 기울기는 천왕성과 거의 같다.(주위성들의 자전축은 천왕성의 자전축과 평행하다.) 태양은 천왕성의 천구 극 근처에서 원형 경로를 따라 움직이는 것처럼 보일 것이며 천구 극점과의 거리는 7도 정도(최솟값)일 것이다. 적도 근처에서 태양은 정북 혹은 정남(계절에 따라 다름)에 위치해 있을 것이다. 위도 7° 이상 지역에서 태양은 하늘에서 대략 지름 15도 크기의 원형 경로를 따라 움직이는 것처럼 보일 것이며 절대로 지평선 아래로 지지 않을 것이다.

천왕성의 불규칙 위성들. X축은 천왕성으로부터의 거리로 단위는 기가미터(100만 km)이다. 이심률은 간접적으로 표현되어 있는데 노란 선분은 근점과 원점의 차이로, 길수록 이심률이 큰 것이다. Y축은 궤도경사각의 크기로, X축 위쪽은 순행 / 아래는 역행 궤도이다.

### 불규칙 위성들
2005년 기준으로 천왕성은 불규칙 위성 아홉을 거느리고 있으며 이들은 주요 위성 중 가장 바깥을 도는 오베론보다도 훨씬 먼 거리를 두고 어미행성을 돌고 있다. 불규칙 위성 전부가 천왕성이 생겨나고 얼마 지나지 않아 포획된 천체들로 보인다. 천왕성의 힐 구 반지름은 대략 7300만 km이다.
불규칙 위성들의 크기는 120 ~ 200 km(시코락스)부터 약 20 km(트린쿨로) 범위에 걸쳐 있다. 목성과는 달리 천왕성의 불규칙 위성들에는 자전축과 경사각의 상관관계는 보이지 않는다. 대신 역행 공전 위성들은 자전축/공전궤도 이심률에 따라 두 무리로 나뉜다. 내부군은 천왕성에 더 가깝고(a < 0.15 rH) 이심률이 상대적으로 작으며(~0.2) 구성원으로는 프란시스코, 칼리반, 스테파노, 트린쿨로가 있다. 외부군(a > 0.15 rH)은 이심률이 높으며(~0.5) 구성원으로 시코락스, 프로스페로, 세테보스, 페르디난드가 있다.
궤도경사각이 60° < i < 140°인 영역에는 현재까지 발견된 위성이 없는데 이는 코자이 불안정성 때문이다. 경사각이 이 불안정 영역 안에 있는 위성은 원점에서 태양 섭동을 받으면 궤도이심률이 커져서 다른 내위성들과 충돌하거나 계 밖으로 내쳐져 날아가게 된다. 위성들이 이 영역에 머무르는 시간은 1천만 년에서 10억 년 사이이다.
마가렛은 천왕성의 불규칙 위성들 중 유일하게 순행 방향으로 공전하고 있으며 현재 태양계에 있는 어떤 위성보다도 심하게 찌그러진 궤도를 돌고 있다. 다만 평균 궤도이심률은 해왕성의 위성 네레이드가 더 높다. 2008년 기준으로 마가렛의 궤도 이심률은 0.7979이다.

## 목록
아래 천왕성의 위성들은 공전 주기가 짧은 것부터 순서대로 정렬된 것이다. 표면이 붕괴되어 타원체를 형성할 정도로 질량이 충분히 큰 천체들은 볼드체에  배경을 밝은 청색으로 설정했다. 어두운 회색은 불규칙 위성이면서 역행 공전을 하는 천체들이다. 밝은 회색은 불규칙 위성이면서 유일하게 순행 공전을 하는 마가렛이다.
| 순서 | 레이블 | 이름        | 사진            | 지름 (km)                             | 질량 (×1018 kg) | 공전궤도 반지름 (km) | 공전주기 (d) | 궤도경사각 (°) | 궤도이심률 | 발견연도 | 발견자                  |
| ---- | ------ | ----------- | --------------- | ------------------------------------- | --------------- | -------------------- | ------------ | -------------- | ---------- | -------- | ----------------------- |
| 1    | VI     | ¡코델리아   |                 | 40.2 ± 6 (50 × 36)                    | 0.044           | 49770                | 0.335034     | 0.08479°       | 0.00026    | 1986     | 테릴 (보이저 2호)       |
| 2    | VII    | ¡오펠리아   |                 | 42.8 ± 8 (54 × 38)                    | 0.053           | 53790                | 0.376400     | 0.1036°        | 0.00992    | 1986     | 테릴 (보이저 2호)       |
| 3    | VIII   | ¡비앙카     |                 | 51.4 ± 4 (64 × 46)                    | 0.092           | 59170                | 0.434579     | 0.193°         | 0.00092    | 1986     | 스미스 (보이저 2호)     |
| 4    | IX     | ¡크레시다   |                 | 79.6 ± 4 (92 × 74)                    | 0.34            | 61780                | 0.463570     | 0.006°         | 0.00036    | 1986     | 시넛 (보이저 2호)       |
| 5    | X      | ¡데스데모나 |                 | 64 ± 8 (90 × 54)                      | 0.18            | 62680                | 0.473650     | 0.11125°       | 0.00013    | 1986     | 시넛 (보이저 2호)       |
| 6    | XI     | ¡줄리엣     |                 | 93.6 ± 8 (150 × 74)                   | 0.56            | 64350                | 0.493065     | 0.065°         | 0.00066    | 1986     | 시넛 (보이저 2호)       |
| 7    | XII    | ¡포르티아   |                 | 135.2 ± 8 (156 × 126)                 | 1.70            | 66090                | 0.513196     | 0.059°         | 0.00005    | 1986     | 시넛 (보이저 2호)       |
| 8    | XIII   | ¡로살린드   |                 | 72 ± 12                               | 0.25            | 69940                | 0.558460     | 0.279°         | 0.00011    | 1986     | 시넛 (보이저 2호)       |
| 9    | XXVII  | ¡큐피드     |                 | ≈ 18                                  | 0.0038          | 74800                | 0.618        | 0.1°           | 0.0013     | 2003     | 쇼월터, Lissauer        |
| 10   | XIV    | ¡벨린다     |                 | 80.6 ± 16 (128 × 64)                  | 0.49            | 75260                | 0.623527     | 0.031°         | 0.00007    | 1986     | 시넛 (보이저 2호)       |
| 11   | XXV    | ¡페르디타   |                 | 30 ± 6                                | 0.018           | 76400                | 0.638        | 0.0°           | 0.0012     | 1999     | Karkoschka (보이저 2호) |
| 12   | XV     | ¡퍽         |                 | 162 ± 4                               | 2.90            | 86010                | 0.761833     | 0.3192°        | 0.00012    | 1985     | 시넛 (보이저 2호)       |
| 13   | XXVI   | ¡마브       |                 | ≈ 24                                  | 0.01            | 97700                | 0.923        | 0.1335°        | 0.0025     | 2003     | 쇼월터, Lissauer        |
| 14   | V      | †미란다     |                 | 471.6 ± 1.4 (481 × 468.4 × 465.8)     | 65.9±7.5        | 129390               | 1.413479     | 4.232°         | 0.0013     | 1948     | 카이퍼                  |
| 15   | I      | †아리엘     |                 | 1157.8±1.2 (1162.2 × 1155.8 × 1155.4) | 1353±120        | 191020               | 2.520379     | 0.260°         | 0.0012     | 1851     | 라셀                    |
| 16   | II     | †움브리엘   |                 | 1169.4±5.6                            | 1172±135        | 266300               | 4.144177     | 0.205°         | 0.0039     | 1851     | 라셀                    |
| 17   | III    | †티타니아   |                 | 1576.8±1.2                            | 3527±90         | 435910               | 8.705872     | 0.340°         | 0.0011     | 1787     | 허셜                    |
| 18   | IV     | †오베론     |                 | 1522.8±5.2                            | 3014±75         | 583520               | 13.463239    | 0.058°         | 0.0014     | 1787     | 허셜                    |
| 19   | XXII   | ‡프란시스코 |                 | ≈ 22                                  | 0.0072          | 4276000              | −266.56      | 147.459°       | 0.1459     | 2003     | 홀맨 외                 |
| 20   | XVI    | ‡칼리반     |                 | ≈ 72.8(98 × 72 × 42)                  | 0.25            | 7230000              | −579.50      | 139.885°       | 0.1587     | 1997     | 글래드맨 외             |
| 21   | XX     | ‡스테파노   |                 | ≈ 32                                  | 0.022           | 8002000              | −676.50      | 141.873°       | 0.2292     | 1999     | 글래드맨 외             |
| 22   | XXI    | ‡트린쿨로   |                 | ≈ 19                                  | 0.0039          | 8571000              | −758.10      | 166.252°       | 0.2200     | 2001     | 홀맨 외                 |
| 23   | XVII   | ‡시코락스   |                 | 150~186                               | 2.30            | 12179000             | −1283.4      | 152.456°       | 0.5224     | 1997     | 니콜슨 외               |
| 24   | XXIII  | ±마가렛     |                 | ≈ 20                                  | 0.0054          | 14345000             | 1694.8       | 51.455°        | 0.6608     | 2003     | 셰퍼드, 제빗            |
| 25   | XVIII  | ‡프로스페로 |                 | ≈ 50                                  | 0.085           | 16418000             | −1992.8      | 146.017°       | 0.4448     | 1999     | 홀맨 외                 |
| 26   | XIX    | ‡세테보스   |                 | ≈ 48                                  | 0.075           | 17459000             | −2202.3      | 145.883°       | 0.5914     | 1999     | Kavelaars 외            |
| 27   | XXIV   | ‡페르디난드 | bgcolor="black" | ≈ 20                                  | 0.0054          | 20900000             | −2823.4      | 167.346°       | 0.3682     | 2003     | 홀맨 외                 |

| ¡ 내부 위성 | † 주요 위성 | ‡ 불규칙 위성 (역행) | ± 불규칙 위성 (순행) |

출처: NASA/NSSDC, Sheppard, et al. 2005. 최근에 발견된 보다 행성에서 멀리 떨어져 있는 위성들(프란시스코부터 퍼디난드까지)의 경우 제일 정확한 공전 자료는 Natural Satellites Ephemeris Service로 얻을 수 있다. 불규칙 위성들은 태양의 중력에 상당한 영향을 받고 있다.

## 같이 보기
- 위성 목록

### 내용주
1. ↑  천왕성 위성들의 질량 총합은 약 0.92 × 1022 kg임에 비해 트리톤의 질량은 약 2.14 × 1022 kg으로 두 배가 넘는다.[17]
2. ↑  (천왕성의 질량 8.681 × 1025 kg) ÷ (천왕성 위성들의 총질량 0.93 × 1022 kg)
3. ↑  천왕성의 자전축 기울기는 97°이다.[2]
4. ↑  정렬 기준은 천왕성에서 평균 거리가 가까운 것부터임.
5. ↑  발견 순서에 따라 로마 숫자를 붙인 것을 일컫는 용어임.[1]
6. ↑  여러 항으로 표시된 수치들(예: "60 × 40 × 34")은 천체가 완벽한 타원체가 아니면서 각 수치가 제대로 측정되었음을 뜻한다. 미란다, 아리엘, 움브리엘, 오베론의 지름 및 수치들은 Thomas 1988이 출처임.[18] 티타니아의 지름은 Widemann 2009를 참고함.[34] 내위성들의 수치와 반지름들은 Karkoschka 2001이 출처임.[11] 큐피드, 매브의 자료는 Showalter 2006이 출처임.[12] 시코락스를 제외한 외위성들의 반지름은 Sheppard 2005의 값들을 인용.[3] 시코락스의 지름은 Lellouch 2013을 참고함.[36]
7. ↑  미란다, 아리엘, 움브리엘, 티타니아, 오베론의 질량들은 Jacobson 1992가 출처임.[24] 나머지 위성들의 질량은 주어진 반지름 값에 밀도를 1.3 g/cm3으로 가정하여 계산한 것임.
8. ↑  음의 공전 주기는 천왕성을 역행(행성의 자전 방향과 반대)하여 공전한다는 뜻임.
9. ↑  궤도경사각은 천왕성의 적도면에 대한 위성들의 공전면이 이루는 각도를 뜻함.
10. 1 2  2001년 발견, 2003년 논문 발표.

### 참조주
1. 1 2 3 4 5  
“Planet and Satellite Names and Discoverers”. 《Gazetteer of Planetary Nomenclature》. USGS Astrogeology. 2006년 7월 21일. 2006년 8월 6일에 확인함.
2. 1 2 3 4 5 6 7  
Smith, B. A.; Soderblom, L. A.; Beebe, A.; Bliss, D.; Boyce, J. M.; Brahic, A.; Briggs, G. A.; Brown, R. H.; Collins, S. A. (1986년 7월 4일). “Voyager 2 in the Uranian System: Imaging Science Results”. 《Science》 233 (4759): 43–64. Bibcode:1986Sci...233...43S. doi:10.1126/science.233.4759.43. PMID 17812889.
3. 1 2 3 4 5 6 7 8 9 10 11 12 13  
Sheppard, S. S.; Jewitt, D.; Kleyna, J. (2005). “An Ultradeep Survey for Irregular Satellites of Uranus: Limits to Completeness”. 《The Astronomical Journal》 129 (1): 518–525. arXiv:astro-ph/0410059. Bibcode:2005AJ....129..518S. doi:10.1086/426329.
4. ↑  Herschel, John (1834). “On the Satellites of Uranus”. 《Monthly Notices of the Royal Astronomical Society》 3 (5): 35–36. Bibcode:1834MNRAS...3...35H. doi:10.1093/mnras/3.5.35.
5. ↑  
Lassell, W. (1851). “On the interior satellites of Uranus”. 《Monthly Notices of the Royal Astronomical Society》 12: 15–17. Bibcode:1851MNRAS..12...15L. doi:10.1093/mnras/12.1.15.
6. ↑  Lassell, W. (1848). “Observations of Satellites of Uranus”. 《Monthly Notices of the Royal Astronomical Society》 8 (3): 43–44. Bibcode:1848MNRAS...8...43L. doi:10.1093/mnras/8.3.43.
7. ↑  
Lassell, William (December 1851). “Letter from William Lassell, Esq., to the Editor”. 《Astronomical Journal》 2 (33): 70. Bibcode:1851AJ......2...70L. doi:10.1086/100198.
8. 1 2 3  
Kuiper, G. P. (1949). “The Fifth Satellite of Uranus”. 《Publications of the Astronomical Society of the Pacific》 61 (360): 129. Bibcode:1949PASP...61..129K. doi:10.1086/126146.
9. ↑  
Kaempffert, Waldemar (1948년 12월 26일). “Science in Review: Research Work in Astronomy and Cancer Lead Year's List of Scientific Developments”. 《The New York Times》 Late City판. 87면. ISSN 0362-4331.
10. ↑  
Karkoschka, Erich (1999년 5월 18일). “S/1986 U 10”. 《IAU Circular》 7171. ISSN 0081-0304. 2011년 11월 2일에 확인함.
11. 1 2  
Karkoschka, Erich (2001). “Voyager's Eleventh Discovery of a Satellite of Uranus and Photometry and the First Size Measurements of Nine Satellites”. 《Icarus》 151 (1): 69–77. Bibcode:2001Icar..151...69K. doi:10.1006/icar.2001.6597.
12. 1 2 3 4 5  
Showalter, Mark R.; Lissauer, Jack J. (2006년 2월 17일). “The Second Ring-Moon System of Uranus: Discovery and Dynamics”. 《Science》 311 (5763): 973–977. Bibcode:2006Sci...311..973S. doi:10.1126/science.1122882. PMID 16373533.
13. ↑  
Sheppard, Scott S.; Jewitt, D. C. (2003년 10월 9일). “S/2003 U 3”. 《IAU Circular》 8217. ISSN 0081-0304. 2011년 11월 2일에 확인함.
14. ↑  
Hughes, D. W. (1994). “The Historical Unravelling of the Diameters of the First Four Asteroids”. 《R.A.S. Quarterly Journal》 35 (3): 334–344. Bibcode:1994QJRAS..35..331H.
15. ↑  
Denning, W.F. (1881년 10월 22일). “The centenary of the discovery of Uranus”. 《Scientific American Supplement》 (303). 2009년 1월 12일에 원본 문서에서 보존된 문서.
16. ↑  William Lassell (1852). “Beobachtungen der Uranus-Satelliten”. 《Astronomische Nachrichten》 34: 325. Bibcode:1852AN.....34..325. 18 December 2008에 확인함.
17. ↑  
Tyler, G.L.; Sweetnam, D.L.;  외. (1989). “Voyager radio science observations of Neptune and Triton”. 《Science》 246 (4936): 1466–73. Bibcode:1989Sci...246.1466T. doi:10.1126/science.246.4936.1466. PMID 17756001.
18. 1 2 3  
Thomas, P. C. (1988). “Radii, shapes, and topography of the satellites of Uranus from limb coordinates”. 《Icarus》 73 (3): 427–441. Bibcode:1988Icar...73..427T. doi:10.1016/0019-1035(88)90054-1.
19. ↑  
Esposito, L. W. (2002). “Planetary rings”. 《Reports on Progress in Physics》 65 (12): 1741–1783. Bibcode:2002RPPh...65.1741E. doi:10.1088/0034-4885/65/12/201.
20. ↑  Chancia, R.O.; Hedman, M.M. (2016). “Are there moonlets near Uranus' alpha and beta rings?”. 《The Astronomical Journal》 152 (6): 211. arXiv:1610.02376. Bibcode:2016AJ....152..211C. doi:10.3847/0004-6256/152/6/211.
21. 1 2  
Karkoschka, Erich (2001). “Comprehensive Photometry of the Rings and 16 Satellites of Uranus with the Hubble Space Telescope”. 《Icarus》 151 (1): 51–68. Bibcode:2001Icar..151...51K. doi:10.1006/icar.2001.6596.
22. ↑  
Dumas, Christophe; Smith, Bradford A.; Terrile, Richard J. (2003). “Hubble Space Telescope NICMOS Multiband Photometry of Proteus and Puck”. 《The Astronomical Journal》 126 (2): 1080–1085. Bibcode:2003AJ....126.1080D. doi:10.1086/375909.
23. ↑  
Duncan, Martin J.; Lissauer, Jack J. (1997). “Orbital Stability of the Uranian Satellite System”. 《Icarus》 125 (1): 1–12. Bibcode:1997Icar..125....1D. doi:10.1006/icar.1996.5568.
24. 1 2  
Jacobson, R. A.; Campbell, J. K.; Taylor, A. H.; Synnott, S. P. (June 1992). “The masses of Uranus and its major satellites from Voyager tracking data and earth-based Uranian satellite data”. 《The Astronomical Journal》 103 (6): 2068–2078. Bibcode:1992AJ....103.2068J. doi:10.1086/116211.
25. ↑  
Mousis, O. (2004). “Modeling the thermodynamical conditions in the Uranian subnebula – Implications for regular satellite composition”. 《Astronomy & Astrophysics》 413: 373–380. Bibcode:2004A&A...413..373M. doi:10.1051/0004-6361:20031515.
26. ↑  Hunt, Garry E.; Patrick Moore (1989). 《Atlas of Uranus》. Cambridge University Press. 78–85쪽. ISBN 0-521-34323-2.
27. 1 2 3  
Hussmann, Hauke; Sohl, Frank; Spohn, Tilman (November 2006). “Subsurface oceans and deep interiors of medium-sized outer planet satellites and large trans-neptunian objects”. 《Icarus》 185 (1): 258–273. Bibcode:2006Icar..185..258H. doi:10.1016/j.icarus.2006.06.005.
28. ↑  
Grundy, W. M.; Young, L. A.; Spencer, J. R.; Johnson, R. E.; Young, E. F.; Buie, M. W. (October 2006). “Distributions of H2O and CO2 ices on Ariel, Umbriel, Titania, and Oberon from IRTF/SpeX observations”. 《Icarus》 184 (2): 543–555. arXiv:0704.1525. Bibcode:2006Icar..184..543G. doi:10.1016/j.icarus.2006.04.016.
29. ↑  Pappalardo, R. T.; Reynolds, S. J.; Greeley, R. (1996). “Extensional tilt blocks on Miranda: Evidence for an upwelling origin of Arden Corona”. 《Journal of Geophysical Research》 102 (E6): 13,369–13,380. Bibcode:1997JGR...10213369P. doi:10.1029/97JE00802. 2012년 9월 27일에 원본 문서에서 보존된 문서. 2019년 12월 18일에 확인함.
30. ↑  
Tittemore, William C.; Wisdom, Jack (June 1990). “Tidal evolution of the Uranian satellites: III. Evolution through the Miranda-Umbriel 3:1, Miranda-Ariel 5:3, and Ariel-Umbriel 2:1 mean-motion commensurabilities”. 《Icarus》 85 (2): 394–443. Bibcode:1990Icar...85..394T. doi:10.1016/0019-1035(90)90125-S. hdl:1721.1/57632.
31. ↑  
Tittemore, W. C. (September 1990). “Tidal heating of Ariel”. 《Icarus》 87 (1): 110–139. Bibcode:1990Icar...87..110T. doi:10.1016/0019-1035(90)90024-4.
32. ↑  Tittemore, W. C.; Wisdom, J. (1989). “Tidal Evolution of the Uranian Satellites II. An Explanation of the Anomalously High Orbital Inclination of Miranda” (PDF). 《Icarus》 78 (1): 63–89. Bibcode:1989Icar...78...63T. doi:10.1016/0019-1035(89)90070-5. hdl:1721.1/57632.
33. ↑  Malhotra, R.; Dermott, S. F. (1990). “The Role of Secondary Resonances in the Orbital History of Miranda”. 《Icarus》 85 (2): 444–480. Bibcode:1990Icar...85..444M. doi:10.1016/0019-1035(90)90126-T.
34. 1 2  Widemann, T.; Sicardy, B.; Dusser, R.; Martinez, C.; Beisker, W.; Bredner, E.; Dunham, D.; Maley, P.; Lellouch, E.; Arlot, J. -E.; Berthier, J.; Colas, F.; Hubbard, W. B.; Hill, R.; Lecacheux, J.; Lecampion, J. -F.; Pau, S.; Rapaport, M.; Roques, F.; Thuillot, W.; Hills, C. R.; Elliott, A. J.; Miles, R.; Platt, T.; Cremaschini, C.; Dubreuil, P.; Cavadore, C.; Demeautis, C.; Henriquet, P.;  외. (February 2009). “Titania's radius and an upper limit on its atmosphere from the September 8, 2001 stellar occultation” (PDF). 《Icarus》 199 (2): 458–476. Bibcode:2009Icar..199..458W. doi:10.1016/j.icarus.2008.09.011. 2014년 7월 25일에 원본 문서 (PDF)에서 보존된 문서. 2019년 12월 18일에 확인함.
35. 1 2  
“Natural Satellites Ephemeris Service”. IAU: Minor Planet Center. 2011년 1월 8일에 확인함.
36. ↑  
Lellouch, E.; Santos-Sanz, P.; Lacerda, P.; Mommert, M.; Duffard, R.; Ortiz, J. L.; Müller, T. G.; Fornasier, S.; Stansberry, J.; Kiss, Cs.; Vilenius, E.; Mueller, M.; Peixinho, N.; Moreno, R.; Groussin, O.; Delsanti, A.; Harris, A. W. (September 2013). “"TNOs are Cool": A survey of the trans-Neptunian region. IX. Thermal properties of Kuiper belt objects and Centaurs from combined Herschel and Spitzer observations” (PDF). 《Astronomy & Astrophysics》 557: A60. Bibcode:2013A&A...557A..60L. doi:10.1051/0004-6361/201322047. 2014년 11월 7일에 확인함.
37. 1 2 3 4  Williams, Dr. David R. (2007년 11월 23일). “Uranian Satellite Fact Sheet”. NASA (National Space Science Data Center). 2010년 1월 5일에 원본 문서에서 보존된 문서. 2008년 12월 20일에 확인함.
38. ↑  
Jacobson, R. A. (1998). “The Orbits of the Inner Uranian Satellites From Hubble Space Telescope and Voyager 2 Observations”. 《The Astronomical Journal》 115 (3): 1195–1199. Bibcode:1998AJ....115.1195J. doi:10.1086/300263.